# Brigade Navarro
Brigade Navarro je francouzský kriminální televizní seriál z roku 2007, který je spin-off seriálu Navarro. Seriál má dvě série (dva a šest dílů) a byl premiérově vysílán v letech 2007 a 2009 na francouzské televizní stanici TF1. Hlavním představitelem pařížského divizního komisaře Antoina Navarra byl francouzský herec Roger Hanin.

## Hlavní představitelé
- Roger Hanin: divizní komisař Antoine Navarro
- Emmanuelle Boidron: Yolande Navarro, jeho dcera
- Anthony Dupray: inspektor Lucas Paoli
- Filip Nikolic: inspektor Yann Boldec
- Renaud Marx: divizní komisař Zimmerman
- Viktor Lazlo: poručík Roussel
- Nathalie Vincent: Sophie Vermeer

## Seznam dílů
První řada (2007)
1. Trafics d'influences
2. Carambolages

Druhá řada (2009)
1. En rafale
2. Coup de feu
3. Fantôme
4. Mascarade
5. Idylle funèbre
6. Fuite en avant